# Idiocerus formosanus
Idiocerus formosanus är en insektsart som beskrevs av Matsumura 1912. Idiocerus formosanus ingår i släktet Idiocerus och familjen dvärgstritar. Inga underarter finns listade i Catalogue of Life.